# Орест (консул 85 г.)
Вижте пояснителната страница за други личности с името Орест.
Орест (на латински: Orestes) e политик и сенатор на Римската империя през 1 век. Няма данни за другите му имена.
През ноември и декември 85 г. Орест е суфектконсул заедно с Гай Салвий Либерал Ноний Бас.